# Nippo Corporation (wielerploeg)/2007
Samenstelling van de Nippo Corporation - Meitan Hompo-wielerploeg in 2007:
| Naam               | Geboortedatum | Nationaliteit | Ploeg 2006               |
| ------------------ | ------------- | ------------- | ------------------------ |
| Yukiya Arashiro    | 22-09-1984    | Japan         | Cycling Racing Team Vang |
| Koji Fukushima     | 21-08-1973    | Japan         | Cycling Racing Team Vang |
| Shinichi Fukushima | 13-09-1971    | Japan         | Cycling Racing Team Vang |
| Kazuki Inoue       | 26-04-1961    | Japan         | Cycling Racing Team Vang |
| Prajak Mahawong    | 19-11-1981    | Thailand      | Geen ploeg               |
| Takashi Miyazawa   | 27-02-1978    | Japan         | Cycling Racing Team Vang |
| Yasuharu Nakajima  | 27-12-1984    | Japan         | Neoprof                  |
| Kazuya Okazaki     | 10-05-1972    | Japan         |                          |
| Junya Sano         | 09-01-1982    | Japan         | Cycling Racing Team Vang |
| Miyataka Shimizu   | 23-11-1981    | Japan         | Cycling Racing Team Vang |
| Yoshiyuki Shimizu  | 01-12-1982    | Japan         |                          |
| Mariusz Wiesiak    | 01-04-1981    | Polen         |                          |